# Assur-etil-ilâni
Assur-etil-ilani ou Aššur-etil-ilāni - « Assur est le souverain des Dieux » (627-625 av. J.-C., on trouve d'autres dates en fonction des spécialistes toutes autour de celles-ci) était un roi assyrien, fils d'Assurbanipal, qui, malade à la fin de sa vie, l'associa au trône à partir de 630 av. J.-C., et le désigna pour lui succéder.
Assuretililâni succéda à son père à la mort de celui-ci en 627 av. J.-C. Il dut aussitôt faire face à une révolte à Babylone, inspirée semble-t-il par son propre frère Sîn-shar-ishkun, dont profita Nabopolassar pour s'emparer du pouvoir à Babylone.
En 625 av. J.-C., il dut livrer une grande bataille dans la région de Nippur, contre Nabopolassar, et il fut tué au cours de la bataille. Nabopolassar se fit proclamer roi de Babylone et fonda le Nouvel empire babylonien. Sîn-shar-ishkun succéda à son frère sur le trône assyrien et engagea une longue lutte contre le nouveau maître de Babylone, qu'il perdit, entraînant la disparition de l'empire assyrien.